# Augusta di Prussia
Augusta di Prussia, il cui nome completo era Augusta Cristina Federica, principessa di Prussia (Potsdam, 1º maggio 1780 – Kassel, 19 febbraio 1841), fu la quinta figlia (e terza femmina) di Federico Guglielmo II di Prussia e di Federica Luisa d'Assia-Darmstadt. Fu la prima moglie dell'elettore Guglielmo II d'Assia.

## Biografia
Il 13 febbraio 1797, a Berlino, Augusta sposò il principe Guglielmo d'Assia-Kassel, il più vecchio dei figli sopravvissuti di Guglielmo IX, langravio di Assia-Kassel. Si trattò di un matrimonio combinato per ragioni puramente politiche, e i due coniugi non andavano molto d'accordo, con rapporti che rasentarono spesso una violenta conflittualità.
Nel 1803 il langravio suo padre venne elevato a principe elettore d'Assia. Guglielmo gli succedette sul trono nel 1821, alla sua morte del padre.
Subito dopo la nascita dell'ultima figlia, il matrimonio di fatto ebbe termine e dal 1815 i due vissero formalmente separati, anche se in un primo momento l'accordo di separazione venne tenuto segreto. Per i successivi dieci anni i due continuarono ancora a scontrarsi a Kassel; Augusta si trasferì poi nello Schloss Schönfeld, mentre Guglielmo visse con la sua amante, e successivamente seconda moglie, Emilie Ortlöpp (1791-1843). La principessa elettrice, molto colta, si oppose politicamente al marito, essendo vicina ad un circolo romantico, noto come Schönfelder Kreis, che prese il nome dalla residenza di Augusta. Oltre alla elettrice e al figlio, fecero in seguito parte di tale circolo personaggi di spicco dell'Assia-Kassel, quali i ministri Ludwig Hassenpflug e Joseph von Radowitz, i fratelli Grimm ed altri intellettuali. Questo circolo venne chiuso nel 1823 dal principe elettore, mentre i suoi membri, qualora fossero funzionari ed ufficiali dello Stato, vennero dispersi in tutta l'Assia; lo stesso principe ereditario fu mandato in una sorta di esilio a Marburgo. In conseguenza di ciò, Augusta nel 1826 andò in esilio, soggiornando all'Aia, Coblenza, Bonn e Fulda, prima di ritornare nel 1831 a Kassel, dato che suo marito, a causa dei moti rivoluzionari degli anni 1830-1831, era stato costretto ad abbandonare, insieme all'amante, l'Assia-Kassel.
Augusta fu una pittrice di talento. Tra le opere da lei lasciate, vi sono anche autoritratti.

## Discendenza
Guglielmo ed Augusta ebbero sei figli:
- Guglielmo (9 aprile 1798 – 25 ottobre 1800);
- Carolina (29 luglio 1799 – 28 novembre 1854);
- Luisa (3 aprile 1801 – 28 settembre 1803);
- Federico Guglielmo (20 agosto 1802 – 6 giugno 1875), in seguito divenne elettore d'Assia;
- Maria (6 settembre 1804 – 4 gennaio 1888), sposò Bernardo II di Sassonia-Meiningen;
- Ferdinando (9 ottobre 1806 – 21 novembre 1806).

## Ascendenza
|                                                |                              |                                             | Genitori                                           |  |  | Nonni |  |  | Bisnonni                        |  |  | Trisnonni             |  |
|                                                |                              |                                             |                                                    |  |  |       |  |  | Federico Guglielmo I di Prussia |  |  | Federico I di Prussia |  |
|                                                |                              |                                             |                                                    |  |  |       |  |  | Federico Guglielmo I di Prussia |  |  | Federico I di Prussia |  |
|                                                |                              | Sofia Carlotta di Hannover                  |                                                    |  |  |       |  |  | Federico Guglielmo I di Prussia |  |  |                       |  |
| Augusto Guglielmo di Prussia                   |                              |                                             |                                                    |  |  |       |  |  | Federico Guglielmo I di Prussia |  |  |                       |  |
|                                                |                              | Sofia Dorotea di Hannover                   | Giorgio I d'Inghilterra                            |  |  |       |  |  |                                 |  |  |                       |  |
|                                                |                              | Sofia Dorotea di Hannover                   | Giorgio I d'Inghilterra                            |  |  |       |  |  |                                 |  |  |                       |  |
|                                                |                              | Sofia Dorotea di Hannover                   | Sofia Dorotea di Celle                             |  |  |       |  |  |                                 |  |  |                       |  |
| Federico Guglielmo II di Prussia               |                              | Sofia Dorotea di Hannover                   |                                                    |  |  |       |  |  |                                 |  |  |                       |  |
|                                                |                              | Ferdinando Alberto II di Brunswick-Lüneburg | Ferdinando Alberto I di Brunswick-Lüneburg         |  |  |       |  |  |                                 |  |  |                       |  |
|                                                |                              | Ferdinando Alberto II di Brunswick-Lüneburg | Ferdinando Alberto I di Brunswick-Lüneburg         |  |  |       |  |  |                                 |  |  |                       |  |
|                                                |                              | Ferdinando Alberto II di Brunswick-Lüneburg | Cristina d'Assia-Eschewege                         |  |  |       |  |  |                                 |  |  |                       |  |
| Luisa Amalia di Brunswick-Lüneburg             |                              | Ferdinando Alberto II di Brunswick-Lüneburg |                                                    |  |  |       |  |  |                                 |  |  |                       |  |
|                                                |                              | Antonietta Amalia di Brunswick-Wolfenbüttel | Luigi Rodolfo di Brunswick-Lüneburg                |  |  |       |  |  |                                 |  |  |                       |  |
|                                                |                              | Antonietta Amalia di Brunswick-Wolfenbüttel | Luigi Rodolfo di Brunswick-Lüneburg                |  |  |       |  |  |                                 |  |  |                       |  |
|                                                |                              | Antonietta Amalia di Brunswick-Wolfenbüttel | Cristina Luisa di Oettingen-Oettingen              |  |  |       |  |  |                                 |  |  |                       |  |
| Augusta di Prussia                             |                              | Antonietta Amalia di Brunswick-Wolfenbüttel |                                                    |  |  |       |  |  |                                 |  |  |                       |  |
|                                                | Luigi VIII d'Assia-Darmstadt | Ernesto Luigi d'Assia-Darmstadt             |                                                    |  |  |       |  |  |                                 |  |  |                       |  |
|                                                | Luigi VIII d'Assia-Darmstadt | Ernesto Luigi d'Assia-Darmstadt             |                                                    |  |  |       |  |  |                                 |  |  |                       |  |
|                                                | Luigi VIII d'Assia-Darmstadt | Dorotea Carlotta di Brandeburgo-Ansbach     |                                                    |  |  |       |  |  |                                 |  |  |                       |  |
| Luigi IX d'Assia-Darmstadt                     | Luigi VIII d'Assia-Darmstadt |                                             |                                                    |  |  |       |  |  |                                 |  |  |                       |  |
|                                                |                              | Carlotta di Hanau-Lichtenberg               | Giovanni Reinardo III di Hanau-Lichtenberg         |  |  |       |  |  |                                 |  |  |                       |  |
|                                                |                              | Carlotta di Hanau-Lichtenberg               | Giovanni Reinardo III di Hanau-Lichtenberg         |  |  |       |  |  |                                 |  |  |                       |  |
|                                                |                              | Carlotta di Hanau-Lichtenberg               | Dorotea Federica di Brandeburgo-Ansbach            |  |  |       |  |  |                                 |  |  |                       |  |
| Federica Luisa d'Assia-Darmstadt               |                              | Carlotta di Hanau-Lichtenberg               |                                                    |  |  |       |  |  |                                 |  |  |                       |  |
|                                                |                              | Cristiano III del Palatinato-Zweibrücken    | Cristiano II del Palatinato-Zweibrücken-Birkenfeld |  |  |       |  |  |                                 |  |  |                       |  |
|                                                |                              | Cristiano III del Palatinato-Zweibrücken    | Cristiano II del Palatinato-Zweibrücken-Birkenfeld |  |  |       |  |  |                                 |  |  |                       |  |
|                                                |                              | Cristiano III del Palatinato-Zweibrücken    | Caterina Agata di Rappoltstein                     |  |  |       |  |  |                                 |  |  |                       |  |
| Carolina del Palatinato-Zweibrücken-Birkenfeld |                              | Cristiano III del Palatinato-Zweibrücken    |                                                    |  |  |       |  |  |                                 |  |  |                       |  |
|                                                |                              | Carolina di Nassau-Saarbrücken              | Luigi Cratone di Nassau-Saarbrücken                |  |  |       |  |  |                                 |  |  |                       |  |
|                                                |                              | Carolina di Nassau-Saarbrücken              | Luigi Cratone di Nassau-Saarbrücken                |  |  |       |  |  |                                 |  |  |                       |  |
|                                                |                              | Carolina di Nassau-Saarbrücken              | Filippa Enrichetta di Hohenlohe-Langenburg         |  |  |       |  |  |                                 |  |  |                       |  |
|                                                |                              | Carolina di Nassau-Saarbrücken              |                                                    |  |  |       |  |  |                                 |  |  |                       |  |